# كلارنس غانون
كلارنس غانون هو رسام كندي، ولد في 8 نوفمبر 1881 في مونتريال في كندا، وتوفي بنفس المكان في 5 يناير 1942 بسبب سرطان البنكرياس.